# Sewing-Machine Needles
Sewing-Machine Needles är en bergstopp i Antarktis. Den ligger i Sydshetlandsöarna. Argentina, Chile och Storbritannien gör anspråk på området. Toppen på Sewing-Machine Needles är 45 meter över havet.
Terrängen runt Sewing-Machine Needles är lite kuperad. Havet är nära Sewing-Machine Needles åt sydost. Trakten är glest befolkad. Närmaste befolkade plats är Gabriel de Castilla Spanish Antarctic Station, 9,5 kilometer väster om Sewing-Machine Needles. 